# Argema
Argema je moravská rocková hudební skupina původem z Hodonínska. Začínala v Čejkovicích, odkud pochází zakládající člen, bubeník a aktuální frontman kapely Josef Pavka. 
Skupinu založili v roce 1982 Josef Pavka, Stanislav Borovička, Oldřich Gistr, Zbyněk Bobr Horák, Karel Holomáč a Jaroslav Pavelka. Sestava skupiny se během své existence několikrát změnila, ale v současnosti[kdy?] tvoří Argemu čtyři členové. Jméno má skupina podle největšího afrického nočního motýla Argema mittrei. Od 90. let vydává alba, průměrně jedno ročně. Mezi její nejznámější hity patří Jarošovský pivovar (1994) nebo Tohle je ráj (1995).
V roce 2007 získali ocenění Skokan roku, v roce 2009 tuto cenu získal zpěvák Argemy Josef Filgas.

## Členové

### Současní
- Josef Pavka – zpěv, bicí
- Kamil Hanáček – zpěv, baskytara
- Ivoš Ledabyl – zpěv, kytara
- Jaromír Hnilica – zpěv

### Zakládající
- Stanislav Borovička – kytara
- Oldřich Gistr – baskytara
- Karel Holomáč – manažer, textař
- Zbyněk Bobr Horák – zpěv, kytara
- Jaroslav Pavelka – vokály, zpěv
- Josef Pavka – bicí

### Zpěváci Argemy
- 1982–1984 - Zbyněk Bobr Horák
- 1983 – Jirka Filip
- 1984 – Rosťa Fojtík
- 1985–1989 – Zbyněk Bobr Horák
- 1990–1991 – Milan Khain
- 1992–1994 – Jarek Filgas
- 1995 – Láďa Lysek
- 1995–1998 –  Pepa Tichánek
- 1998–1999 – Jarek Plšek
- 2000 – Pepa Tichánek
- 2000–2004 – Jirka Strážnický
- 2005–2006 – Jarek Plšek
- 2007–2009 – Jarek Filgas
- 2010–2012 – Jarek Plšek
- 2012–dosud – Jaromír Hnilica

## Vydaná CD a DVD
- Poprvé (1993)
- Z Prlova do New York City (1994)
- Pomaláče (1994)
- Jaroshow (1995)
- Tohle je ráj (1995)
- Když jsem šel z Hradišťa (1996)
- Pomaláče 2 (1997)
- Modrý pondělí (1998)
- Milion snů (1999)
- Pomaláče 3 (2000)
- 20 (2001) – Monitor-EMI, CD[1]
- Motýlek (2002)
- Jak z toho ven (2003)
- Půlnoční den (2004)
- Láska jen pro jednu noc (2005)
- Čas se zbláznil (2007)
- Platinum Collection – 3 CD (2008)
- Argema – DVD+CD (2008)
- Scházím ti já (2009)
- Pomaláče best of (2010)
- Best of video (2011)
- Čím to je? (2011)
- Argema od A do Z (2012)
- Pocity (2013)
- Pomaláče 4 (2014)
- Argema 2017 (2017)
- Andělé (2020)
- Pomaláče 5 (2023)